# Wojna o świnię (1640)
Wojna o świnie 1640 – konflikt pomiędzy Holendrami a Indianami w Nowej Holandii, holenderskiej kolonii w Ameryce Północnej. 
W początkach XVII w. rozpoczął się proces odkupywania przez Holendrów ziemi od Indian z plemienia Delawarów (Lennni Lenape), na których stworzono holenderską kolonię Nieuw Nederland (Nowa Holandia). W trakcie tych transakcji Holendrzy uciekali się często do oszustw pojąc Indian alkoholem, co doprowadziło w końcu do nieporozumień w kwestii posiadanych praw do „wykupionych” ziem.
Delawarowie odsprzedali m.in. Holendrom (którymi przewodził David Pietersz de Vries) okręg Staten Island, (Richmond County). Zgodnie z ustawodawstwem europejskim de Vries rościł sobie całkowite prawa do zarządzania nowymi ziemiami, Indianie sądzili jednak, że mogą cały czas polować na oddanych Europejczykom terenach. Inną częścią sporu była zapoczątkowana tu wkrótce hodowla świń, które czyniły wiele szkód na polach należących do tubylców. Niejednokrotnie zwierzęta te były zabijane przez Indian, co skutkowało roszczeniami odszkodowawczymi wysuwanymi przez Holendrów.
W roku 1638 do głównej siedziby kolonistów w Nieuw Amsterdam przybył charyzmatyczny Willem Kieft, który objął stanowisko dyrektora generalnego kolonii. Od razu zaprowadził on dyscyplinę i porządek w młodych koloniach. Starał się wypracować jak największe zyski. Kieft nie myślał o nawiązaniu dobrych stosunków z tubylcami, tak więc w krótkim czasie Delawarowie zaczęli odnosić się do niego wrogo. Po krótkim czasie Kieft wysłał uzbrojone oddziały do wiosek miejscowego ludu Tappan, zamierzając ściągnąć podatki w formie kukurydzy i wampumów. 
Indianie  dotychczas nastawieni przyjaźnie do Holendrów, zaprotestowali przeciwko tej akcji, stawiając opór. W lipcu 1640 r. zaginęło kilka świń holenderskich z plantacji de Vriesa, a podejrzenie padło na Delawarów (później okazało się, że kradzieży dokonali sami Holendrzy). 
Kieft demonstrując siłę militarną, wysłał we wrześniu 1640 r. 100 żołnierzy do Staten Island celem ukarania Indian. W wyniku akcji wielu Delawarów zostało zabitych, wśród nich wodzowie plemienia, których zwłoki okaleczono. Zdarzenie to zapoczątkowało pierwszą wojnę pomiędzy Holendrami a Indianami, zwaną w historii wojną o świnie. 
W odwecie Delawarowie spalili plantację de Vriesa, zabijając wielu osadników. W tej sytuacji Kieft rozpoczął wojnę na wyczerpanie, wyznaczając nagrody za każdą głowę Delawara dostarczoną mu do Fortu Amsterdam. Na wezwanie odpowiedziało zaledwie kilku Indian z wrogiego Delawarom plemienia Metoac z Long Island, którzy dostarczyli Kieftowi jedną głowę zabitego wroga. Nie ma jednak całkowitej pewności, czy należała ona do Delawara. W wyniku działań wojennych Delawarowie zbiegli do New Jersey, co ostatecznie zakończyło wojnę. Kolejny konflikt miały miejsce w latach 1643–1645, tzw. wojna Kifta
W roku 1647 Willem Kieft został odwołany ze swojego stanowiska. Krótko później poniósł śmierć podczas wyprawy do Holandii, po tym jak jego okręt zatonął u wybrzeży Walii.
Literatura:
- Bruce G. Trigger (Hrsg.): Handbook of North American Indians. Bd. 15.: Northeast. Smithsonian Institution Press, Washington D.C. 1978, ISBN 0-16004-575-4.
- Wilcomb E. Washburn (Hrsg.): Handbook of North American Indians. Bd. 4.: History of Indian-White Relations. Smithsonian Institution Press, Washington D.C. 1988, ISBN 0-16004-583-5.
- Alvin M. Josephy jr.: 500 Nations. Die illustrierte Geschichte der Indianer Nordamerikas. Frederking & Thaler, München 1996, ISBN 3-89405-356-9.
- Alvin M. Josephy jr.: Die Welt der Indianer. Frederking & Thaler GmbH, München 1994, ISBN 3-89405-331-3.

Ważniejsze konflikty z Indianami w XVII w.
- 1609 I wojna z Powatanami
- 1622 II wojna z Powatanami
- 1630–1701 wojny bobrowe
- 1636–1637 wojna z Pekotami
- 1643–1645 wojna Kifta
- 1644 III wojna z Powatanami
- 1659–1664 wojny z Esopusami
- 1675–1676 wojna króla Filipa
- 1689–1697 wojna króla Wilhelma